# Ambassade d'Algérie au Mali
L'ambassade d'Algérie au Mali est la représentation diplomatique de l'Algérie au Mali, qui se trouve à Bamako, la capitale du pays.

## Ambassadeurs d'Algérie au Mali

### Consulats
L'Algérie possède aussi un consulat à Gao.